# Фантастическая симфония (фильм)
«Фантастическая симфония» (фр. La Symphonie fantastique) — французский драматический фильм-биография режиссёра Кристиана-Жака 1942 года. Фильм повествует о жизни и творчестве французского композитора и музыкального деятеля Гектора Берлиоза. Картина была снята в условиях немецкой оккупации на созданной в 1940 году Йозефом Геббельсом для пропагандистских целей франко-немецкой киностудии «Continental-Films».

## Сюжет

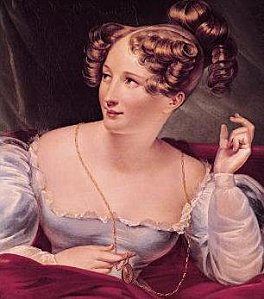
Гарриет Смитсон

Фильм рассказывает о жизни и творчестве выдающегося французского композитора-романтика, дирижёра и критика Гектора Берлиоза. После разрыва с его первой женой английской артисткой Генриеттой (Гарриет) Смитсон, которой Берлиоз был когда-то безумно увлечён и любовные чувства к которой нашли отражение в его программной «Фантастической симфонии» (1830), композитор женится на любившей его уже давно скромной французской певице Мари Мартин. Вместе они начинают обширную гастрольную деятельность по всей Европе, во время которой композитор знакомит со своей музыкой слушателей в различных городах, завоевывая ей новых поклонников. Берлиоз добивается общественного признания, критика признаёт свою неправоту. Композитор становится членом Французской академии. Он сумел наладить и личные отношения, при помощи Мари происходит примирение с сыном Луи. В его доме собираются старые друзья и соратники из «молодой Франции»: Виктор Гюго, Александр Дюма, Проспер Мериме, Сент-Бёв, Эжен Делакруа, а также друг со студенческих времён учёбы на медицинском факультете Антуан Шарбонель. Мари исполняет присутствующим «Разлуку» Берлиоза и падает без чувств. На её смерть композитор исполнит свой монументальный «Реквием»: «некогда отвергнутый, а теперь торжествующий и величественный».  

## В ролях
| Актёр           | Роль                  |
| --------------- | --------------------- |
| Жан-Луи Барро   | Гектор Берлиоз        |
| Рене Сен-Сир    | Мари Мартин           |
| Лиз Деламар     | Гарриет Смитсон       |
| Жюль Берри      | Морис Шлезингер       |
| Бернар Блие     | Антуан Шарбонель      |
| Жильбер Жиль    | Луи Берлиоз           |
| Жюльен Берто    | Виктор Гюго           |
| Морис Шуц       | Никколо Паганини      |
| Катрин Фонтеней | мадам Берлиоз         |
| Луи Сенье       | Франсуа-Антуан Абенек |
| Ноэль Роквер    | жандарм               |
| Ролан Армонтель | Эжен Делакруа         |
| Жорж Госсе      | Александр Дюма        |

## Создание
Фильм создан по мотивам биографии великого французского композитора-романтика Берлиоза и не предполагался как достоверное и точное отображение его жизни, о чём свидетельствует изречение в начальных титрах фильма «Воспоминание — поэт, не делай из него историка». Авторы сценария Жан-Пьер Фейдо, Андре Легран, Шарль Эксбрайя и Андре дю Доньон не стремились к передаче исторических деталей, а намеревались показать основные этапы жизни композитора. Название фильма отсылает к программной «Фантастической симфонии» Берлиоза. Кроме этой симфонии, в фильме также звучат музыкальные фрагменты из «Ромео и Джульетты», отрывок из первого акта оперы «Бенвенуто Челлини», «Ракоци Марш» из «Осуждения Фауста», «Реквиема» композитора, а также пьесы «Приглашение к танцу» Вебера. 
В актёрский состав вошли несколько членов труппы «Комеди Франсез»: Жан-Луи Барро, Рене Сен-Сир, Луи Сенье, Жюльен Берто, Лиз Деламар, Катрин Фонтеней.
Фильм был снят киностудией «Continental-Films», основанной «по французскому праву с немецким капиталом» в сентябре 1940 года министром пропаганды Третьего рейха и руководителем немецкого кино Йозефом Геббельсом, для политико-пропагандистских целей в интересах Германии. «Континенталь» была филиалом немецкой компании УФА и являлась продолжением политики немецкого треста кино во Франции, осуществлявшейся ещё с 1925 года. Одной из главных целей подобных компаний в оккупированных странах было сохранение контроля над кинопроизводством со стороны нацистской Германии. Кинокомпания находилась в привилегированном положении в оккупированной Франции и прекратит своё существование после освобождения страны. Руководил киностудией бывший военный и убеждённый франкофил Альфред Гревен (нем. Alfred Greven), который, несмотря на политические указания из Берлина, мало их учитывал. Так, после создания фильма Гревен представил его немецкому руководству, как лучший среди французской кинопродукции 1942 года. В своём дневнике Геббельс записал, что Гревен придерживается ошибочной тактики, так как считает своим долгом способствовать повышению уровня французского кино: 
Мы не обязаны помогать французам делать хорошие фильмы, и особенно отмеченные национальными чертами. Им достаточно легких, пустых, даже немного глупых фильмов, и наш долг — предоставить им таковые. Было бы чистым безумием, если бы мы стали конкурировать сами с собой. Наша политика должна походить на политику американцев в отношении стран Американского континента. Мы должны препятствовать созданию какой-либо национальной кинематографии…
Фильм вышел во французский прокат 1 апреля 1942 года и имел успех у публики.

## Критика
По мнению историка кино Жоржа Садуля, эта картина Кристиана-Жака, наряду с детективным фантастическим фильмом «Убийство папаши Ноэля», относится к наиболее примечательным работам периода оккупации этого «замечательного режиссёра». По его мнению, в этом фильме было несколько «хороших, смелых кусков», а музыкальные фрагменты «из романтических симфоний композитора были использованы с большим вкусом». Садуль относит фильм к числу наиболее примечательных французских фильмов периода оккупации и режиссёра, создавшего в это время ещё такие большие и пышные постановки, как «Убийство рождественского деда» и «Кармен», поставленные с присущим ему талантом.
По наблюдению киноведа Пьера Лепроона, «Фантастическая симфония» представляет собой самый смелый из поставленных режиссёром фильмов на тот момент. По его мнению, стилистика картины и особенно исполнение Жаном-Луи Барро заглавной роли могут показаться устаревшими, но стиль этого «беспорядочного фильма» соответствует общей романтичности сюжета. Лепроон отмечает, что картина является свидетельством мастерства Кристиана-Жака и достигнутой им виртуозности: «В эпизодах, рисующих рождение симфонической поэмы и концерт в Санкт-Петербурге, обнаруживались темперамент, порыв, вера в выразительную силу изображения; всё это было похвально и вызывало симпатии зрителя. Музыкальная часть также во многом содействовала интересу, проявленному к фильму».